# ミドルブロッカー
ミドルブロッカー（英: Middle Blocker、中: 副攻）は、バレーボールにおいて主にクイックスパイクとブロックの中心的役割を担う選手のことである。別名: センタープレーヤー。

## 概要

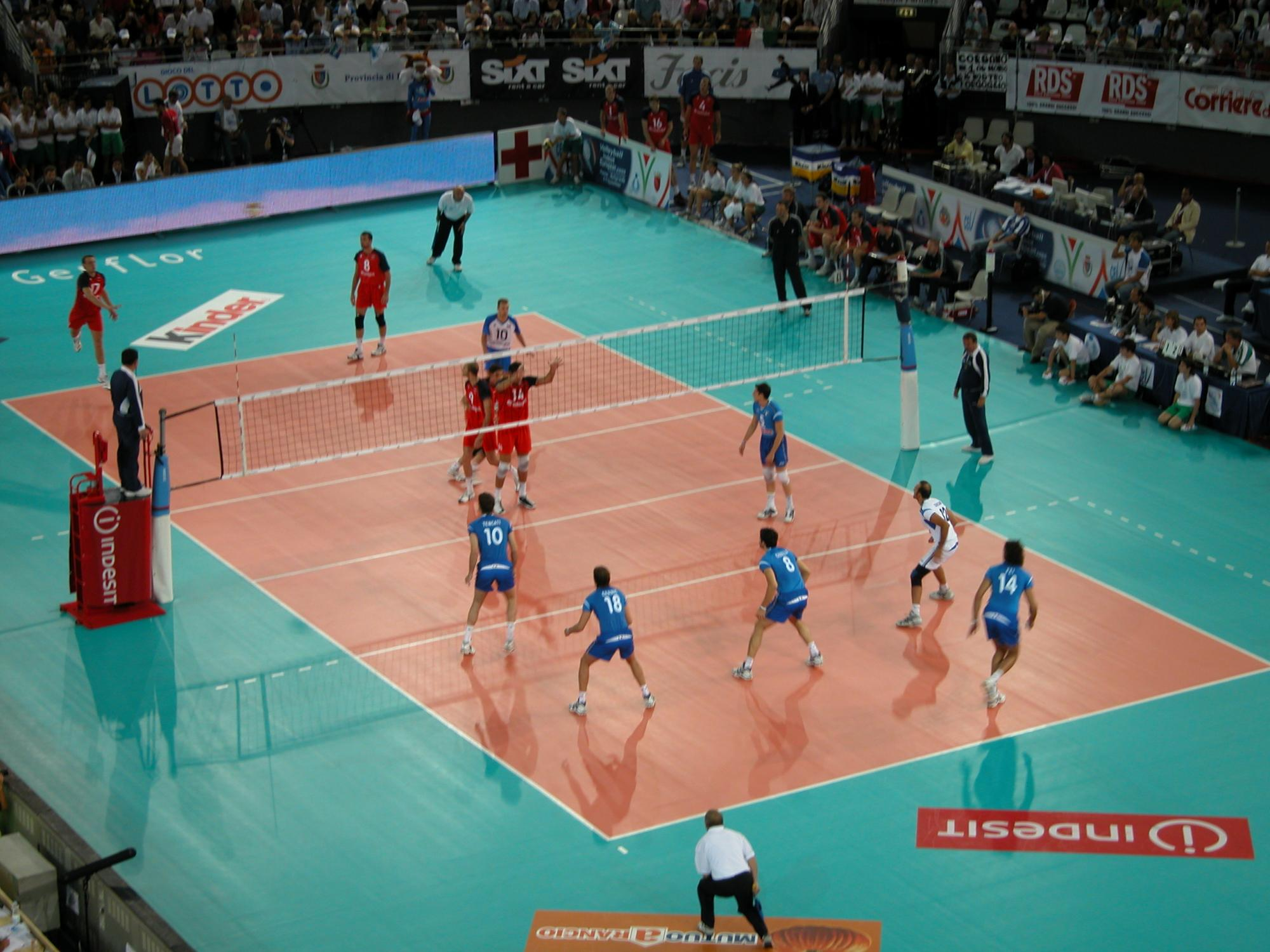
コート手前側の青のユニフォームのチーム。10番が前衛ローテーションのミドルブロッカーと思われる。
（ネット際のセッターと思われる選手や、後方のオポジットと思われる14番同様、サーブレシーブに不参加）

ミドルブロッカーは前衛に並ぶ3人の選手の中央にポジショニングし、ブロックの中心的役割を担う選手である。攻撃の際はクイック攻撃（速攻）を主に行う。近年のバレーにおける攻撃の多様化・高速化に伴い、ブロックのシステムも日々進歩している。それゆえ、ブロックの要となるミドルブロッカーには高度なブロック技術が求められている。かつてはある程度トスを予測して跳ぶコミットブロックが主流であったが、現在はトスの上がった方向を瞬時に判断して対応するリードブロックの時代を迎えており、ジャンプ時の最高到達点が同レベルであったとしても、指高が高い長身の選手の方が、相手の速い攻撃に素早く対応できるため、チームの中で比較的身長の高い選手がミドルブロッカーを担当する例が多い。

## ミドルブロッカーの主要な攻撃とその"テンポ"
ミドルブロッカーの攻撃はいわゆるクイックが主体である。セッターから0.5～1m程度の距離で攻撃するAクイック、2～3m程度の距離でのBクイック、ライト側（バックトス）のAクイックに相当するCクイック、バックトスでのBクイックに相当するDクイック、などである。これらのスパイクはセッターがトスアップを行うタイミングとほぼ同時にジャンプの踏切り動作を行うファーストテンポでのスパイクとなるが、トスの供給よりも踏切り動作が早いクイック攻撃はマイナステンポに分類される場合もある。その他、片足踏切でスパイクを行うブロード攻撃（後述）などがミドルブロッカーの主な攻撃スタイルである。

## 後衛でのリベロとの交代について
ミドルブロッカーは長身の選手が多いことに起因して、概してレシーブ（レセプション・ディグ）が不得手であり、多くのチームにおいてサーブレシーブのフォーメーションからミドルブロッカーは外されている。それゆえ、後衛にまわった際に守備の専門要員であるリベロと交代することが多い（アウトサイドヒッターがリベロと交代する例が無いわけではない）。また、後衛からのバックアタックは主にアウトサイドヒッター（オポジット）の選手が担当するという点も、バックアタックを行わないミドルブロッカーがリベロの交代要員となる理由の一つである。

## サーブレシーブのフォーメーションとミドルブロッカーの関係
近年のフォーメーションにおけるサーブレシーブは、3名で行う戦術が主流となっており、一般には2名のアウトサイドヒッターにリベロを加えた3人をサーブレシーブ要員に充てている。結果として、ほとんどのチームにおいてミドルブロッカーはサーブレシーブを免除されており、サーブを行った直後の守備を除いて後衛ではリベロと交代することになる。これらの事情から、サーブレシーブが上手な攻撃型のスパイカー⇒アウトサイドヒッター（レフト）、サーブレシーブはやや苦手だが、両サイドのオープントスや平行トスを打つことに長けたスパイカー⇒オポジット、背は高いが基本的に守備が不得手なスパイカー⇒ミドルブロッカー、といった具合に分業化が進んだ。近年におけるバレーボールの分業化が一層加速したのは、リベロシステムの採用とサーブレシーブのフォーメーションに依るところが大きいが、結果として、ブロックやクイックの技量に関わらず、レシーブを苦手とする選手がミドルブロッカーにまわされる傾向が強まることとなった。このことが、相対的にミドルブロッカーの技術低下を招いたという意見も聞かれる。 

## ワンポイントブロッカー
ワンポイントブロッカーとは、前衛のブロック力の強化のために一時的にコート内に入りプレーする選手のことである。サーブ権を取得して、背の低い選手が前衛にまわってきたタイミングで、その選手（セッターの選手が多い）と交替して相手からの攻撃に文字通りワンポイント的に対応する。一般にはブロックの能力が高いミドルブロッカーの選手がワンポイントブロッカーとして起用される例が多い。得点が続いてサーブ権を維持している場合は続けてプレーを行うが、たいていの場合、サーブ権が相手に移動した時点で再びベンチに戻る。

## ブロード攻撃
ミドルブロッカーが左右に移動しながら片足踏切でスパイクを放つ攻撃スタイルを指す。右利きの選手はライト側に移動しながらスパイクを打つ例が多い。大林素子は左利きのオポジットであるが、このブロード攻撃を得意としていた。ワンレッグ攻撃と呼ぶ場合もある。クイック攻撃と並んで主に女子のミドルブロッカーの代表的なスパイク戦術である。

## 一人時間差
一人時間差とは、1972年のミュンヘンオリンピック代表チームのセンタープレーヤーであった森田淳悟があみだしたスパイク戦術であり、クイックを打つと見せかけてタイミングを僅かに遅らせてセミクイックのトスを打つことによって相手ブロックを交わすテクニックである。日本のお家芸ともいえる技術であり、かつては日本のほとんどのミドルブロッカーがこの戦術を得意としていたが、トスに併せてジャンプするリードブロックが主体となった近年のバレーではほとんど見られなくなっている。

## MB1
MB1（エムビーワン）は、クイック攻撃を担当するミドルブロッカーを1人に減らし、その対角にアウトサイドヒッターを配置する戦術で、全日本女子（眞鍋政義監督）が2013年11月のグラチャンバレーで初めて採用したスタイルである。ちなみに前衛のセンターでブロックを飛ぶ選手が一人になるわけではなく、クイック（速攻）を担当する選手が二名から一人に減るフォーメーションである。監督の真鍋が考案した新しい戦術と見ることもできるが、実際のところはミドルブロッカーのクイック攻撃やブロード攻撃が思うように機能しない状況で不本意ながら選択されたフォーメーションである。 
ちなみに1980年代後半、新日鉄はエースの田中幹保をミドルブロッカー小田勝美の対角に入れる形のフォーメーションを組んだ。田中は時折速攻に入る例があったものの、基本的にはアウトサイドヒッターであり、実質的なセンタープレーヤーは小田一人であった。ある意味でこの新日鉄のフォーメーションが、MB1のはしりであったといえる。